# Rinascita Basket Rimini
Rinascita Basket Rimini, prethodno poznat kao Basket Rimini ili Crabs Rimini, talijanski je košarkaški klub iz grada Riminija.

## Povijest
Momčad je osnovana 1947. godine kao košarkaška sekcija Polisportiva Libertas Rimini. Tijekom 1970-ih momčad je nastupala pod nazivom Basket Rimini i prvi put dosegnula Serie A2 (profesionalni talijanski drugi razred). Godine 1984. Basket Rimini promaknut je u Serie A1, najviši razred talijanske košarke. Najbolji rezultat ostvario je u Serie A1 u sezoni 1985./86., kada je osvojio 8. mjesto. Klub se dva puta kvalificirao za Kup Koraća, i to u sezonama 1998./99. i 1999./00.
Godine 2001. klub je ispao u Legadue, bivšu Serie A2, a iste godine dodao je i službeno nadimak Rakovi (Crabs) svom imenu. Godine 2011. Rakovi su isključeni iz Legadue zbog financijskih problema i krenuli su iz četvrtog jakosnog razreda talijanske košarke.
Godine 2018. osnovan je novi klub pod nazivom Rinascita Basket Rimini (RBR), koji je 2020. preuzeo povijesni sportski naslov Crabsa. Nakon što je započeo iz Serie C i bio promoviran u Serie B nakon samo jedne godine, od sezone 2022./23. RBR se natječe u Serie A2.
Neke od klupskih mladih momčadi osvojile su titule nacionalnog prvaka 1980-im i 1990-im. Također, Carlton Myers, jedan od najboljih talijanskih košarkaša, započeo je svoju karijeru u Basket Riminiju, kao i Alex Righetti i mnogi drugi.

## Sponzorska imena kluba
Tijekom godina, zbog pokroviteljskih ugovora, klub je bio poznat i kao:
- 1978. – 1980.: Sarila
- 1980. – 1983.: Sacramora
- 1983. – 1986.: Marr
- 1986. – 1987.: Hamby
- 1987. – 1988.: Biklim
- 1988. – 1993.: Marr
- 1993. – 1994.: Olio Monini
- 1994. – 1995.: Teamsystem
- 1995. – 1997.: Koncret
- 1997. – 2000.: Pepsi
- 2000. – 2001.: Vip
- 2001. – 2002.: Conad
- 2002. – 2003.: Vip
- 2003. – 2005.: Conad
- 2005. – 2009.: Coopsette
- 2009. – 2010.: Riviera Solare
- 2010.: Edilizia Moderna
- 2010. – 2011.: Immobiliare Spiga
- 2015. – 2018.: NTS Informatica
- 2019. – 2020.: Albergatore Pro
- 2020. – danas: RivieraBanca

Napomena:
- Izvor za 1978. – 2001., stranice Lega Basket A., u pismohrani archive.org.[4]

## Vanjske poveznice
- (tal.) Basket Rimini Crabs Službene stranice kluba.